# Scylaticus albofasciatus
Scylaticus albofasciatus là một loài ruồi trong họ Asilidae. Scylaticus albofasciatus được Engel miêu tả năm 1932. Loài này phân bố ở vùng nhiệt đới châu Phi.